# Ligne Shintetsu Sanda
La ligne Shintetsu Sanda (神戸電鉄三田線, Kōbe Dentetsu Sanda-sen) est une ligne ferroviaire japonaise exploitée par la Kobe Electric Railway. Cette ligne relie la ville de Kobe à celle de Sanda.

## Liste des gares
La ligne comprend 10 gares avec une distance moyenne de 1,33 km entre chaque gare. Toutes les gares se trouvent dans la préfecture de Hyogo.
- Les trains Locaux, Semi-Express et Express s'arrêtent à toutes les gares
- Les trains Spécial Rapid Service s'arrêtent à toutes les gares sauf à celles d'Arimaguchi et de Gosha

| Numéro | Gare             | Nom japonais | Distance entre chaque gare | Distance depuis Arimaguchi | Correspondances                               | Localisation |
| ------ | ---------------- | ------------ | -------------------------- | -------------------------- | --------------------------------------------- | ------------ |
| KB15   | Arimaguchi       | 有馬口       | -                          | 0,0                        | Shintetsu : ligne Arima (interconnexion)      | Kobe         |
| KB21   | Gosha            | 五社         | 1,4                        | 1,4                        |                                               | Kobe         |
| KB22   | Okaba            | 岡場         | 1,9                        | 3,3                        |                                               | Kobe         |
| KB23   | Taoji            | 田尾寺       | 1,6                        | 4,9                        |                                               | Kobe         |
| KB24   | Nirō             | 二郎         | 1,5                        | 6,4                        |                                               | Kobe         |
| KB25   | Dōjō-minamiguchi | 道場南口     | 0,9                        | 7,3                        |                                               | Kobe         |
| KB26   | Shintetsu Dōjō   | 神鉄道場     | 1,2                        | 8,5                        |                                               | Kobe         |
| KB27   | Yokoyama         | 横山         | 1,5                        | 10,0                       | Shintetsu : ligne Kōen-Toshi (interconnexion) | Sanda        |
| KB28   | Sanda-Honmachi   | 三田本町     | 1,0                        | 11,0                       |                                               | Sanda        |
| KB29   | Sanda            | 三田         | 1,0                        | 12,0                       | JR West : ligne Fukuchiyama                   | Sanda        |

## Matériel roulant

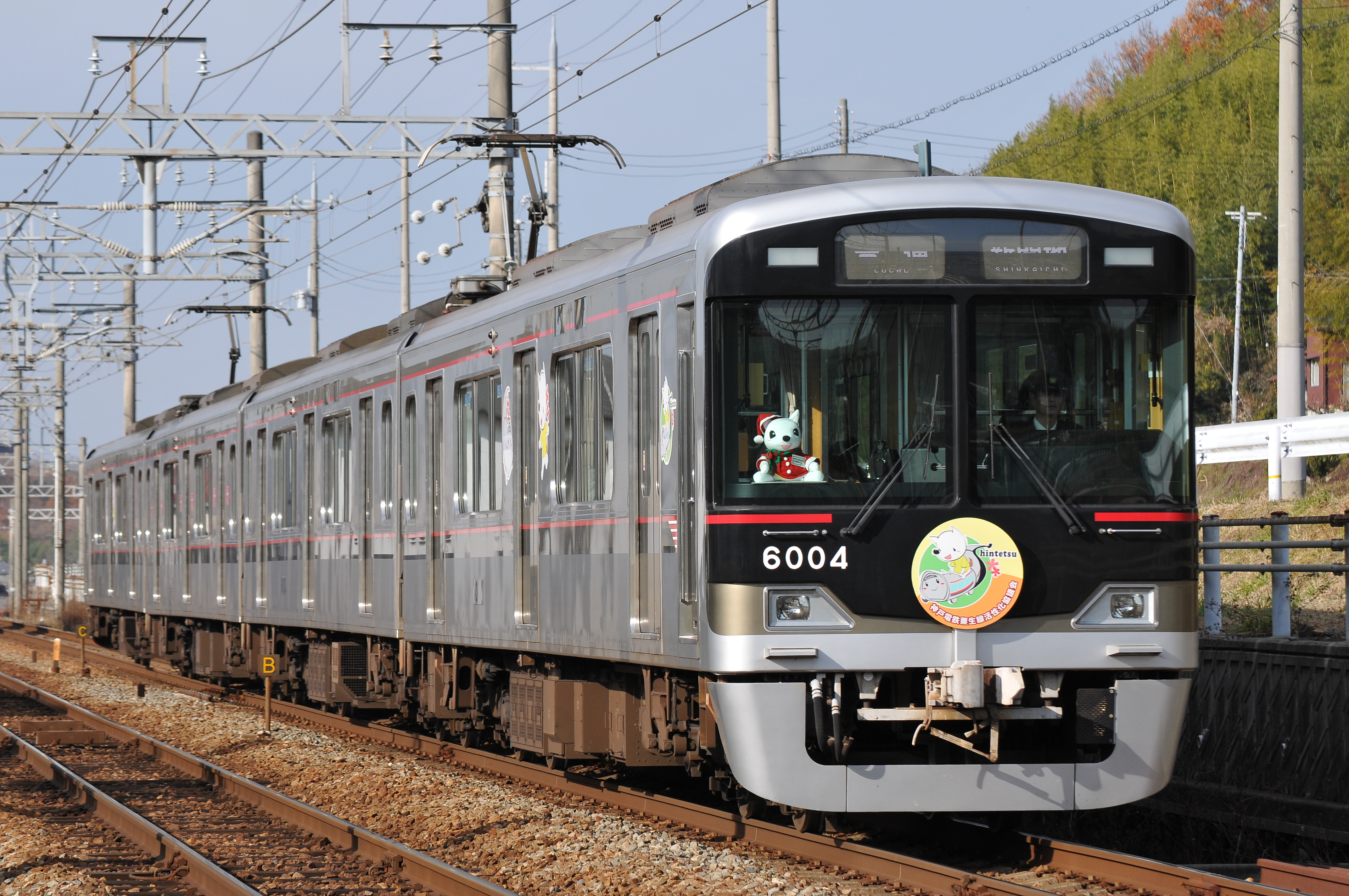
Locomotrice de série 6000
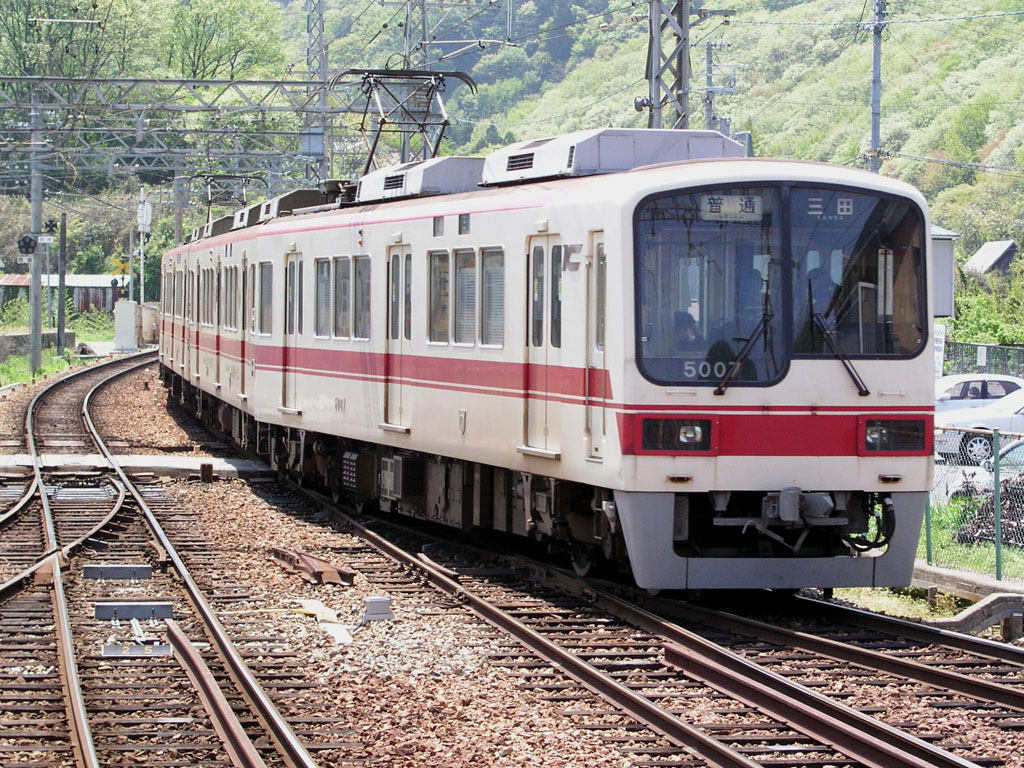
Locomotrice de série 5000
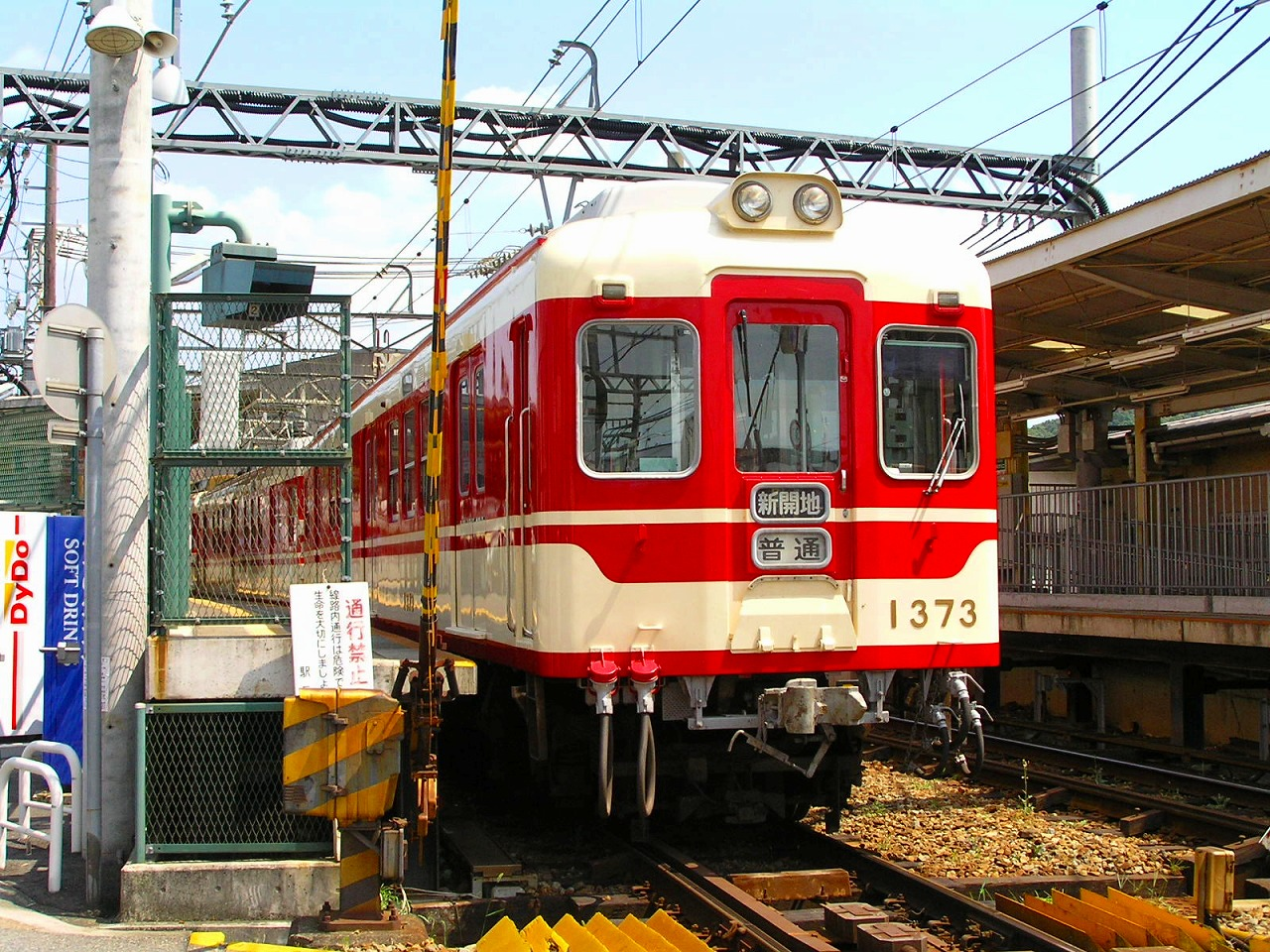
Locomotrice de série 1370